# Union Sidi Kacem
Union Sportive Sidi Kacem – marokański klub piłkarski mający siedzibę w Sidi Kasim. W sezonie 2020/2021 gra w drugiej lidze.

## Historia
Klub został założony w 1927 roku. Dwukrotnie był wicemistrzem Maroka, odpowiednio w sezonach 1969/1970 oraz 1970/1971. Dwukrotnie był też finalistą pucharu Maroka – odpowiednio w sezonach 1974/1975 oraz 1979/1980. Trenerem drużyny jest Said Seddiki, który pełni tę funkcję od 1 stycznia 2020 roku.

## Sukcesy
Wicemistrzostwo Maroka (2 razy)
- 1969/1970 oraz 1970/1971

Finalista Pucharu Maroka (2 razy)
- 1974/19756 oraz 1979/1980